# Pevnost Ticonderoga
Pevnost Ticonderoga (Fort Ticonderoga /taɪkɒndəˈroʊɡə/, původně Fort Carillon) je pevnost u jižního konce jezera Champlain, na severu státu New York ve Spojených státech amerických. V 18. století ji postavili Francouzi. Název „Ticonderoga“ pochází z jazyka Irokézů: "tekontaró:ken", což znamená „na křižovatce dvou vodních cest“.

## Historie

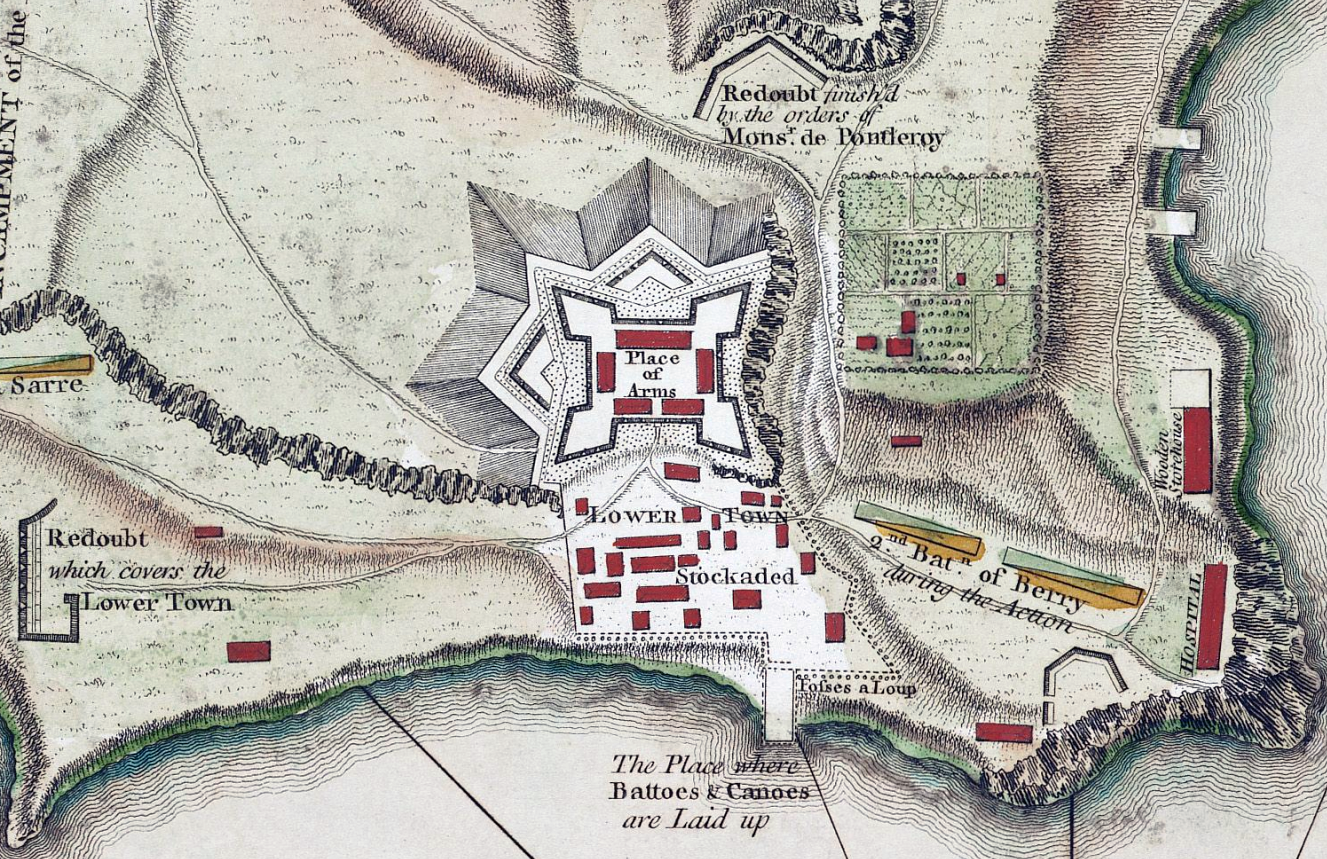
Detail mapy z roku 1758 s půdorysem pevnosti

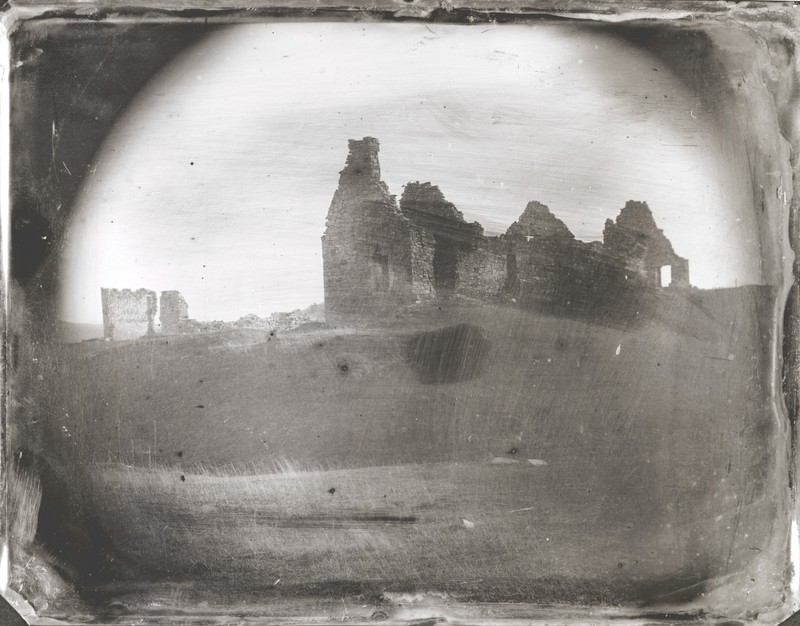
Daguerrotypie ruin pevnosti Ticonderoga, 1850

Pevnost byla postavena francouzským vojenským inženýrem Michelem Chartierem de Lotbinièrem, markýzem de Lotbinièrem v letech 1755 a 1757, kdy se na území severní Ameriky odehrával konflikt mezi Spojeným královstvím a Francií, podporovanou Indiány. Je znám jako tzv. sedmiletá válka, v USA jako francouzsko-indiánská válka. Pevnost měla strategický význam během koloniálních konfliktů v 18. století mezi Velkou Británií a Francií a důležitou roli sehrála opět během americké revoluční války.
Místo bylo strategické pro kontrolu obchodních cest. Údolí řeky Hudson bylo ovládané Brity a údolí řeky Svatého Vavřince zase kontrolovali Francouzi. Důležitost místa vytvářel terén. Jezero George se na severu vlévá do jezera Champlain krátkou říčkou La Chute, s mnoha vodopády a peřejemi, na necelých šesti kilometrech klesá o 69 metrů. Obě jezera jsou dlouhá a úzká a orientovaná severojižně, stejně jako mnoho hřebenových linií Appalačských hor, které sahají až na jih k Georgii. Hory vytvořily téměř neprůchodný terén na východ a na západ od Velkého Appalačského údolí. Tak bylo možno z pevnosti kontrolovat rozsáhlé území.

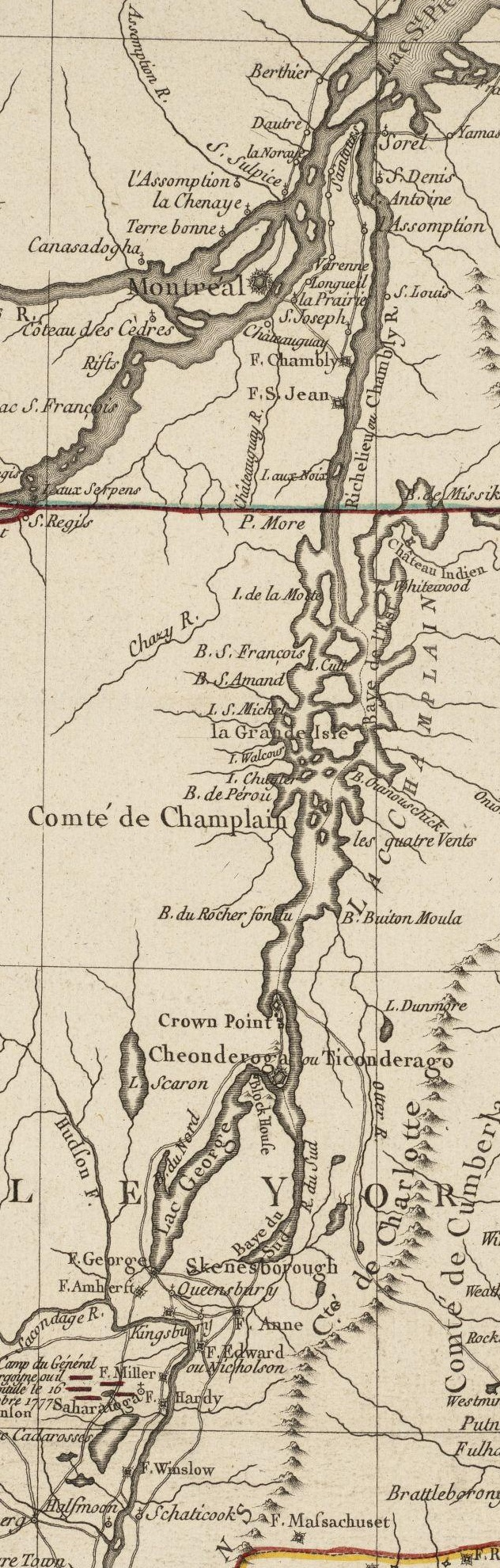
Detail ze zdrojové mapy, zobrazuje pouze údolí řeky Hudson a údolí Champlain až k Montrealu, 1777

## Válka o pevnost
V roce 1758 se zde, u jezera Champlain, odehrála jedna z nejkrvavější bitev tzv. francouzsko-indiánské války, bitva u Carillonu. Asi 4000 Francouzů a jejich indiánských spojenců v ní připravilo drtivou porážku téměř šestnáctitisícové britské armádě.
V roce 1759 se Britové vrátili a Francouzi pod velením brigádního generála Bourlamaque se rozhodli k překvapivému ústupu téměř bez boje, aby se přesunuli k Ile-aux-Noix a bránili přístup k Montreálu. Francouzi při ústupu muniční sklad, aby zničili celou pevnost a nedostala se tak Britům do rukou. Britové se zmocnili trosek opuštěné pevnosti, přejmenovali ji na Ticondorega a začali s její opravou. Během americké revoluční války tak pevnost ovládali Britové. Dne 10. května 1775 zaútočili na pevnost Ticonderoga vojáci „Green Mountain Boys“ spolu s dalšími milicemi pod vedením Ethana Allena a Benedikta Arnolda, který britskou posádku v překvapivém útoku zajal. Děla ukořistěná v pevnosti byla transportována do Bostonu, kde pomohla koloniální armádě při obléhání britské armády v městě. Britové evakuovali Boston v březnu 1776. Američané pevnost Ticonderoga udrželi až do června 1777. Tehdy ji obsadily britské síly vedené generálem Johnem Burgoynem. Jediný přímý útok na pevnost během revoluce se uskutečnil v září 1777, kdy John Brown vedl 500 Američanů do neúspěšného pokusu o zajetí asi stovky britských obránců pevnosti.
Britové opustili pevnost po roce 1781 jednak v důsledku prohrané bitvy u Saratogy a také proto, že přestala mít vojenskou hodnotu. Po získání nezávislosti Spojené státy povolily pevnost zničit; místní obyvatelé ji zbavili většiny použitelného materiálu. V roce 1820 byl objekt zakoupen soukromou rodinou a stal se oblíbenou zastávkou na turistických trasách v oblasti. Začátkem 20. století pevnost její soukromí majitelé obnovili. Nadace nyní provozuje pevnost jako turistickou atrakci, muzeum a výzkumné středisko.